# NABU-Naturschutzstation Münsterland
Die NABU-Naturschutzstation Münsterland e.V. ist eine 1997 gegründete Biologische Station. Die Trägerschaft der Station teilen sich der NABU Landesverband NRW und die NABU Kreisverbände Coesfeld, Münster und Warendorf. Sie ist eine von etwa 40 Biologischen Stationen in Nordrhein-Westfalen. Sie ist eine Einrichtung für den Naturschutz mit Sitz auf Haus Heidhorn am südlichen Stadtrand von Münster, zwischen den Waldgebieten der Davert und der Hohen Ward. Ihr Arbeitsgebiet sind die Stadt Münster und der Kreis Warendorf.
Zu ihren Aufgaben zählen die Erfassung von Flora und Fauna, die Kartierung von Biotopen, die Betreuung von insgesamt 29 Gebieten sowie zahlreichen Einzelobjekten in der Stadt Münster und dem Kreis Warendorf, Öffentlichkeitsarbeit, Natur- und Umweltpädagogik und die Durchführung von Veranstaltungen.
Insgesamt werden drei Auenabschnitte der Ems bei Westbevern nordöstlich der Stadt Münster von der NABU-Naturschutzstation betreut (Emsaue Vadrup, Pöhlen und Lauheide). Dort werden Taurusrinder und Koniks zur Entwicklung vielfältiger Landschaften eingesetzt. Weitere Weidelandschaften der NABU-Naturschutzstation (Weidelandschaft Davert) liegen in der Emmerbachaue zwischen Davensberg und Münster-Amelsbüren sowie am Brunsberg und Kerbtal in Beckum.